# Prémios do Cinema Europeu de 1988
A 1ª Edição dos Prémios do Cinema Europeu (em inglês: 1st European Film Awards) foi apresentada no dia 26 de novembro de 1988. Esta edição ocorreu em Berlim Ocidental, Alemanha Ocidental.

## Vencedores e nomeados
A cor de fundo       indica os vencedores.

### Melhor filme
| Filme                       | Título no Brasil      | Título em Portugal               | Diretor/Realizador   | Produção (país)    |
| --------------------------- | --------------------- | -------------------------------- | -------------------- | ------------------ |
| Krótki film o zabijaniu     | Não Matarás           | Não Matarás                      | Krzysztof Kieślowski | Polónia            |
| Au revoir les enfants       | Adeus, Meninos        | Adeus, Rapazes                   | Louis Malle          | França             |
| El bosque animado           |                       |                                  | José Luis Cuerda     | Espanha            |
| Distant Voices, Still Lives | Vozes Distantes       | Vozes Distantes, Vidas Suspensas | Terence Davies       | Reino Unido        |
| Der Himmel über Berlin      | Asas do Desejo        | As Asas do Desejo                | Wim Wenders          | Alemanha Ocidental |
| Iacob                       |                       |                                  | Mircea Daneliuc      | Roménia            |
| Pelle erobreren             | Pelle, o Conquistador | Pelle, o Conquistador            | Bille August         | Dinamarca          |

### Melhor primeiro filme
| Filme                                    | Título no Brasil                        | Título em Portugal                      | Diretor/Realizador | Produção (país) |
| ---------------------------------------- | --------------------------------------- | --------------------------------------- | ------------------ | --------------- |
| Mujeres al borde de un ataque de nervios | Mulheres à Beira de um Ataque de Nervos | Mulheres à Beira de um Ataque de Nervos | Pedro Almodóvar    | Espanha         |
| Dni zatmeniya                            | Os Dias de Eclipse                      |                                         | Aleksandr Sokurov  | União Soviética |
| Domani accadrà                           |                                         |                                         | Daniele Luchetti   | Itália          |
| Kárhozat                                 |                                         |                                         | Béla Tarr          | Hungria         |
| Ofelas                                   | Fugindo da Morte                        | O Guia da Montanha                      | Nils Gaup          | Noruega         |
| Reefer and the Model                     |                                         |                                         | Joe Comerford      | Irlanda         |
| Stormy Monday                            | Dia Fatal                               | Dia de Tempestade                       | Mike Figgis        | Reino Unido     |

### Melhor diretor/realizador
| Diretor/Realizador | Nacionalidade (país) | Filme                       | Título no Brasil | Título em Portugal               |
| ------------------ | -------------------- | --------------------------- | ---------------- | -------------------------------- |
| Wim Wenders        | Alemanha             | Der Himmel über Berlin      | Asas do Desejo   | As Asas do Desejo                |
| Terence Davies     | Reino Unido          | Distant Voices, Still Lives | Vozes Distantes  | Vozes Distantes, Vidas Suspensas |
| Louis Malle        | França               | Au revoir les enfants       | Adeus, Meninos   | Adeus, Rapazes                   |
| Manoel de Oliveira | Portugal             | Os Canibais                 | Os Canibais      | Os Canibais                      |
| Serguei Paradjanov | União Soviética      | Ashik Kerib                 |                  | Ashik Kerib                      |

### Melhor ator
| Ator                  | Nacionalidade (país) | Filme                    | Título no Brasil      | Título em Portugal    |
| --------------------- | -------------------- | ------------------------ | --------------------- | --------------------- |
| Max von Sydow         | Suécia               | Pelle erobreren          | Pelle, o Conquistador | Pelle, o Conquistador |
| Klaus Maria Brandauer | Áustria              | Hanussen                 |                       | Hanussen - O Profeta  |
| Alfredo Landa         | Espanha              | El bosque animado        |                       |                       |
| Udo Samel             | Alemanha             | Mit meinen heißen Tränen |                       |                       |
| Dorel Vișan           | Roménia              | Iacob                    |                       |                       |

### Melhor atriz
| Atriz                 | Nacionalidade (país) | Filme                                    | Título no Brasil                        | Título em Portugal                      |
| --------------------- | -------------------- | ---------------------------------------- | --------------------------------------- | --------------------------------------- |
| Carmen Maura          | Espanha              | Mujeres al borde de un ataque de nervios | Mulheres à Beira de um Ataque de Nervos | Mulheres à Beira de um Ataque de Nervos |
| Tinna Gunnlaugsdóttir | Islândia             | Í skugga hrafnsins                       |                                         |                                         |
| Ornella Muti          | Itália               | Codice privato                           |                                         |                                         |
| Carol Scanlan         | Irlanda              | Reefer and the Model                     |                                         |                                         |

### Melhor ator secundário
| Ator              | Nacionalidade (país) | Filme                     | Título no Brasil      | Título em Portugal    |
| ----------------- | -------------------- | ------------------------- | --------------------- | --------------------- |
| Curt Bois         | Alemanha             | Der Himmel über Berlin    | Asas do Desejo        | As Asas do Desejo     |
| Wojciech Pszoniak | Polónia              | Mit meinen heißen Tränen  |                       |                       |
| Helgi Skúlason    | Islândia             | Ofelas Í skugga hrafnsins | Fugindo da Morte      | O Guia da Montanha    |
| Björn Granath     | Suécia               | Pelle erobreren           | Pelle, o Conquistador | Pelle, o Conquistador |
| Ray McBride       | Itália               | Reefer and the Model      |                       |                       |

### Melhor atriz secundária
| Atriz              | Nacionalidade (país) | Filme                        | Título no Brasil   | Título em Portugal               |
| ------------------ | -------------------- | ---------------------------- | ------------------ | -------------------------------- |
| Johanna ter Steege | Países Baixos        | Spoorloos                    | O Silêncio do Lago | O Homem que Queria Saber         |
| Freda Dowie        | Reino Unido          | Distant Voices, Still Lives  | Vozes Distantes    | Vozes Distantes, Vidas Suspensas |
| Karin Gregorek     | Alemanha Oriental    | Einer trage des anderen Last |                    |                                  |
| Lene Brøndum       | Dinamarca            | Hip hip hurra!               |                    |                                  |

### Melhor ator jovem
| Ator             | Nacionalidade (país) | Filme           | Título no Brasil      | Título em Portugal    |
| ---------------- | -------------------- | --------------- | --------------------- | --------------------- |
| Pelle Hvenegaard | Dinamarca            | Pelle erobreren | Pelle, o Conquistador | Pelle, o Conquistador |

### Melhor argumentista/roteirista
| Argumentista/Roteirista                         | Nacionalidade (país) | Filme                        | Título no Brasil | Título em Portugal               |
| ----------------------------------------------- | -------------------- | ---------------------------- | ---------------- | -------------------------------- |
| Louis Malle                                     | França               | Au revoir les enfants        | Adeus, Meninos   | Adeus, Rapazes                   |
| Terence Davies                                  | Reino Unido          | Distant Voices, Still Lives  | Vozes Distantes  | Vozes Distantes, Vidas Suspensas |
| Wolfgang Held                                   | Alemanha Oriental    | Einer trage des anderen Last |                  |                                  |
| Daniele Luchetti Franco Bervini Angelo Pasquini | Itália               | Domani accadrà               |                  |                                  |
| Manoel de Oliveira                              | Portugal             | Os Canibais                  | Os Canibais      | Os Canibais                      |

### Melhor compositor
| Compositor     | Nacionalidade (país) | Filme                       | Título no Brasil | Título em Portugal               |
| -------------- | -------------------- | --------------------------- | ---------------- | -------------------------------- |
| Yuri Khanon    | União Soviética      | Dni zatmenia                |                  |                                  |
| Terence Davies | Reino Unido          | Distant Voices, Still Lives | Vozes Distantes  | Vozes Distantes, Vidas Suspensas |

### Melhor diretor de arte
| Diretor de arte                                            | Nacionalidade (país) | Filme        | Título no Brasil | Título em Portugal |
| ---------------------------------------------------------- | -------------------- | ------------ | ---------------- | ------------------ |
| Gogi Aleqsi-Meskhishvili Niko Zandukeli Shota Gogolashvili |                      | Ashug-Karibi |                  | Ashik Kerib        |

### Prémio especial do júri
| Cineasta            | Nacionalidade (país) | Filme            | Título no Brasil   | Título em Portugal |
| ------------------- | -------------------- | ---------------- | ------------------ | ------------------ |
| Bernardo Bertolucci | Itália               | The Last Emperor | O Último Imperador | O Último Imperador |

| Compositor  | Nacionalidade (país) | Filme         | Título no Brasil   | Título em Portugal |
| ----------- | -------------------- | ------------- | ------------------ | ------------------ |
| Yuri Khanon | União Soviética      | Dni zatmeniya | Os Dias de Eclipse |                    |

### Prémio de carreira
- Ingmar Bergman
- Marcello Mastroianni

### Prémio de mérito
- Richard Attenborough

## Netografia
- «Vencedores dos EFA 1988» (em inglês)
- «Nomeados para os EFA 1988» (em inglês)